# Bakacak
Bakacak (früher Seyithasan) ist ein ehemaliges Dorf im Landkreis Bismil der türkischen Provinz Diyarbakır. Bakacak liegt etwa 59 km östlich der Provinzhauptstadt Diyarbakır und 8 km nordwestlich von Bismil. Bakacak hatte laut der letzten Volkszählung 253 Einwohner (2014). Seit einer Gebietsreform ist der Ort ein Ortsteil der Kreisstadt Bismil.
Die Bevölkerung besteht hauptsächlich aus alevitischen Türken. Bakacak ist neben Aralık, Eliaçık, Karamusa, Köseli, Recep, Türkmenhacı und Ulutürk eines der wenigen von Türken besiedelten Dörfer in der Provinz Diyarbakır.
Seit Jahrhunderten sind die wichtigen Einnahmequellen traditionell der Ackerbau und die Tierhaltung. Viele Personen verließen wegen Mangel an Arbeitsplätzen das Dorf und ließen sich in Istanbul, Diyarbakır oder Bismil nieder.